# 5iftyy
Remon Efrem Ghide, được biết đến với nghệ danh 5iftyy, (sinh ngày 13 tháng 7 năm 2001) là một rapper người Thụy Điển đến từ Bro, Stockholm.
Năm 2020, 5iftyy cùng với rapper Einar đã phát hành bài hát CHIQUITA. Bài hát đã lọt vào bảng xếp hạng Sverigetopplistan.

## Danh sách đĩa đơn
- 2020 – Problem
- 2020 – Stay Strapped
- 2020 – Tid Är Pengar
- 2020 – Mademoiselle
- 2020 – Pop Smoke
- 2020 – Problem
- 2020 – Luren Skakar
- 2020 – Kvar
- 2021 – Content
- 2021 – Kvar II, Pt.2
- 2021 – Historia
- 2021 – Chiquita
- 2021 – Rutin
- 2022 – GoodieBag
- 2022 – High
- 2023 – Oppblock